# Standard Bank (Pretoria)
Pour l’article homonyme, voir Standard Bank.
Le bâtiment de la Standard Bank est un immeuble de style néo-classique situé sur le côté sud de church square à Pretoria, Afrique du Sud. Construit à la place du Grand Hotel, il fut le siège social de la Standard Bank de 1933 à 1959.

## Descriptif

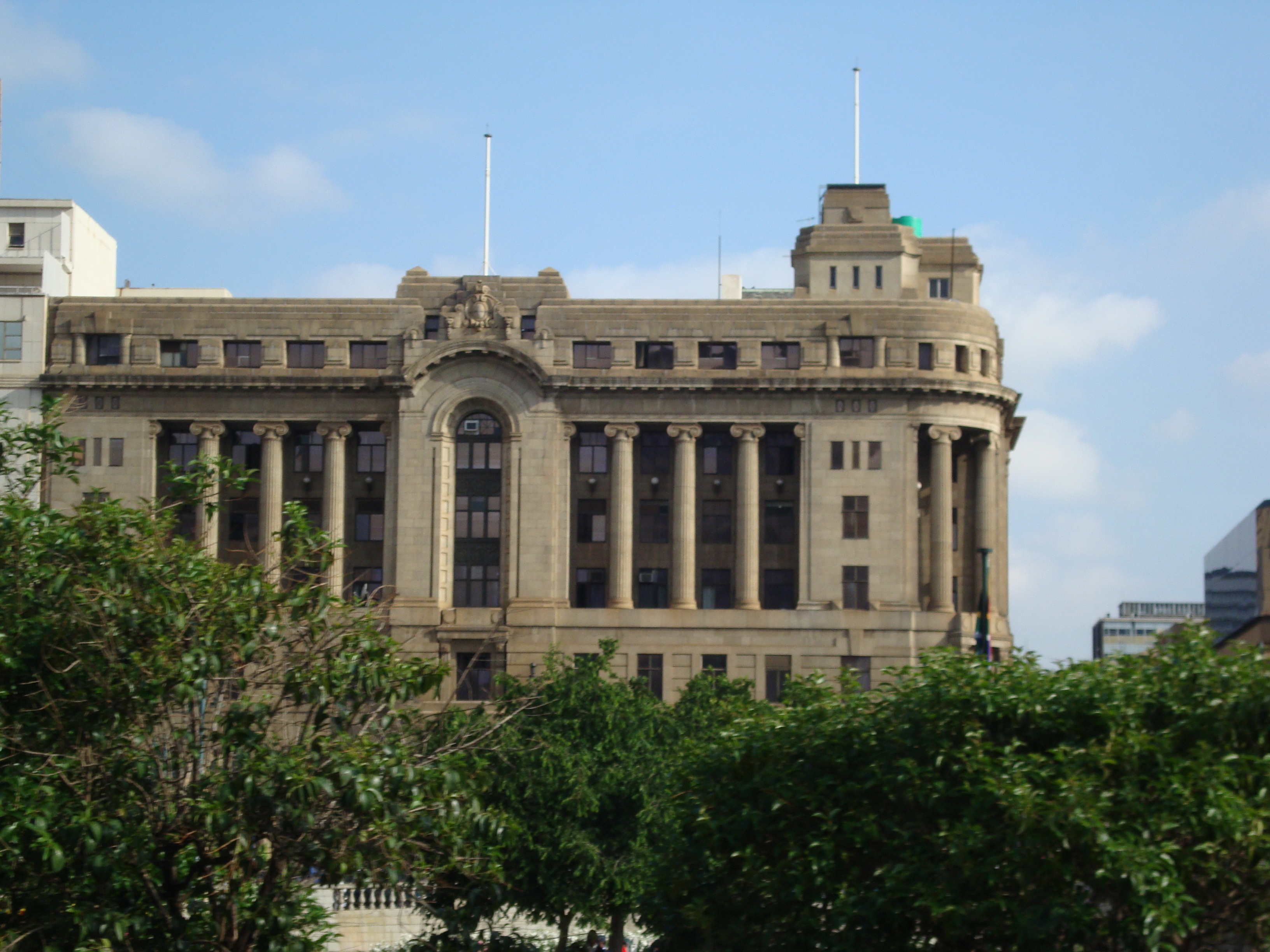
L'immeuble domine la façade sud de church square

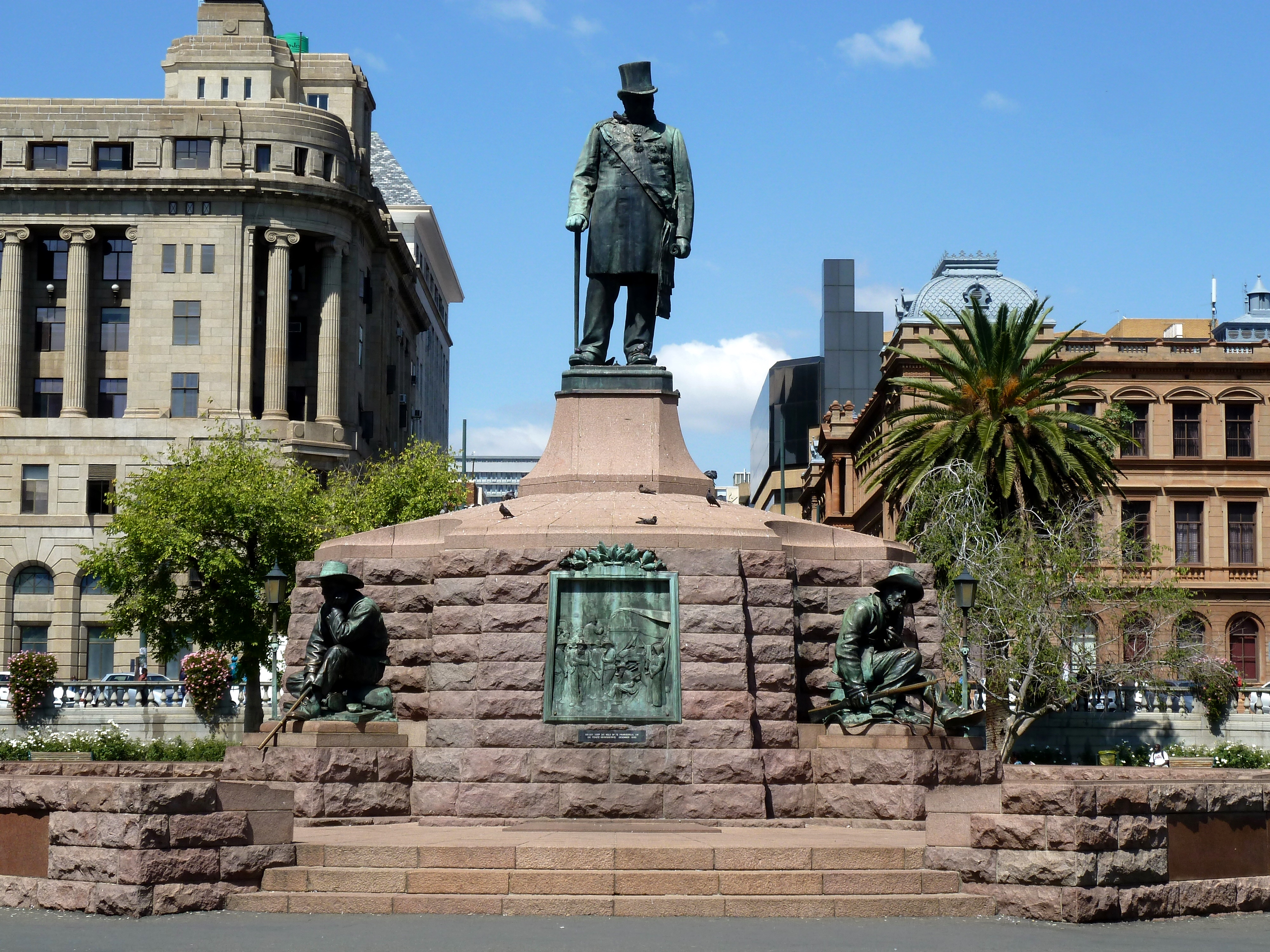
L'immeuble apparait comme décors d'arrière plan au coté du raadsaal derrière la plupart des photographies de la statue de Paul Kruger située au centre de church square

Le bâtiment est de style néo-classique. Il rappelle la South Africa House de Sir Herbert Baker située sur Trafalgar Square à Londres duquel il est contemporain. Il comprend des loggias à colonnades sur le côté nord et des pilastres sur la façade ouest.
L'entrée principale est équipée de grandes portes en bronze surmontées d'une imposte et d'une grille en bronze massif. La partie supérieure de cette entrée se compose d'une grande fenêtre en bronze, surmontée d'une corniche principale arquée.
Les murs du hall d'entrée sont lambrissés de marbre vert, s'élevant vers les tons plus clairs et surmonté d'une corniche moulurée. Le sol est en mosaïque vert pâle.
La salle bancaire mesure près de 30,5 m de long, 26,2 m de largeur et 7,3 m de hauteur. Elle est éclairée par de nombreuses fenêtres et par une coupole, portés par dix poutres en porte-à-faux soutenues par dix colonnes de marbre à base de bronze. Le hall est lambrissé d'acajou foncé. Le comptoir circulaire est lui-même en acajou.
De nombreuses autres pièces composent le bâtiment (espace réservé au directeur général, divers bureaux). On y trouve aussi 3 ascenseurs pour la clientèle.

## Historique

### Les anciens bâtiments de la Standard bank sur church square

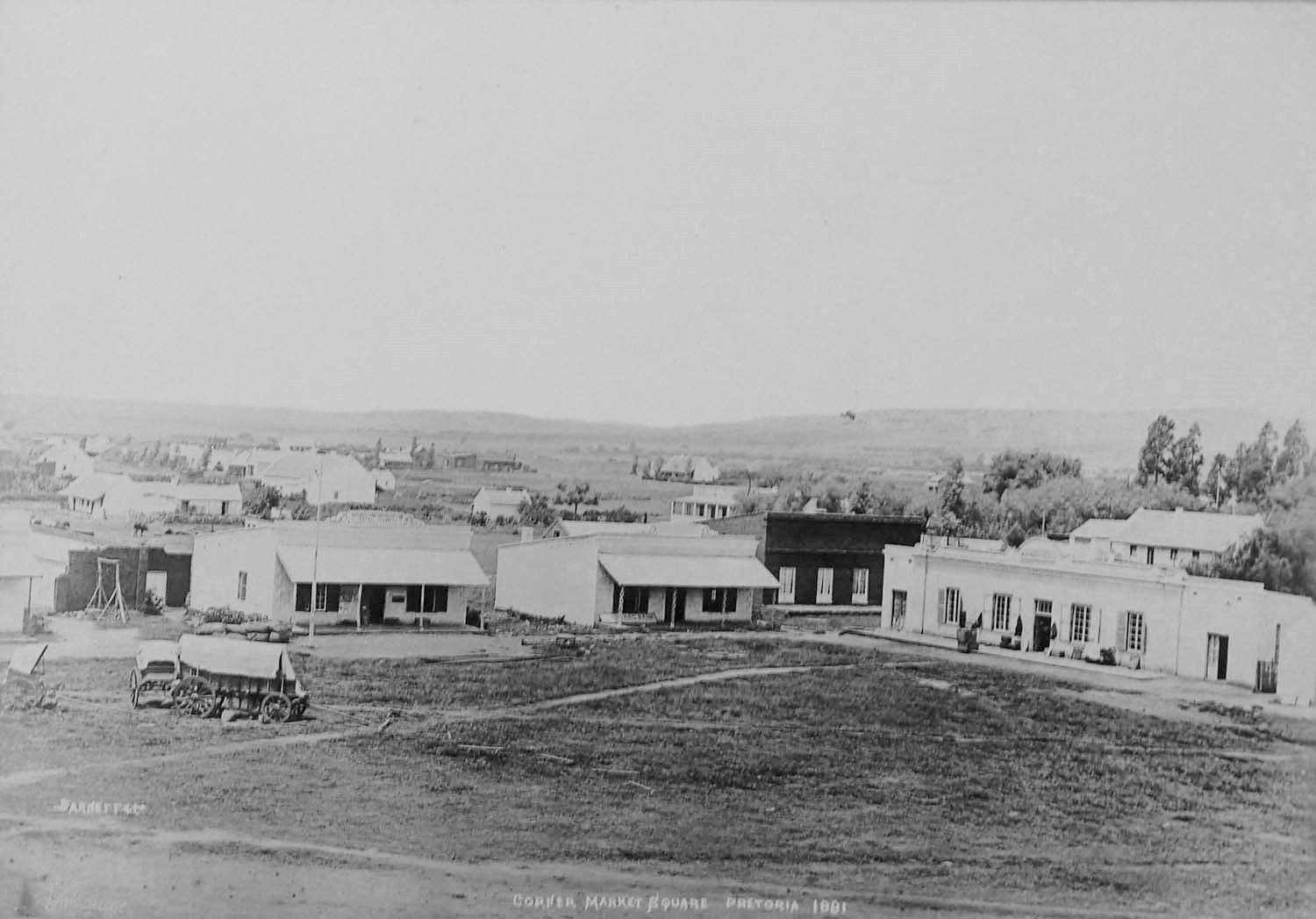
Le premier bâtiment de la Standard bank (au centre) sur Church Square en 1881

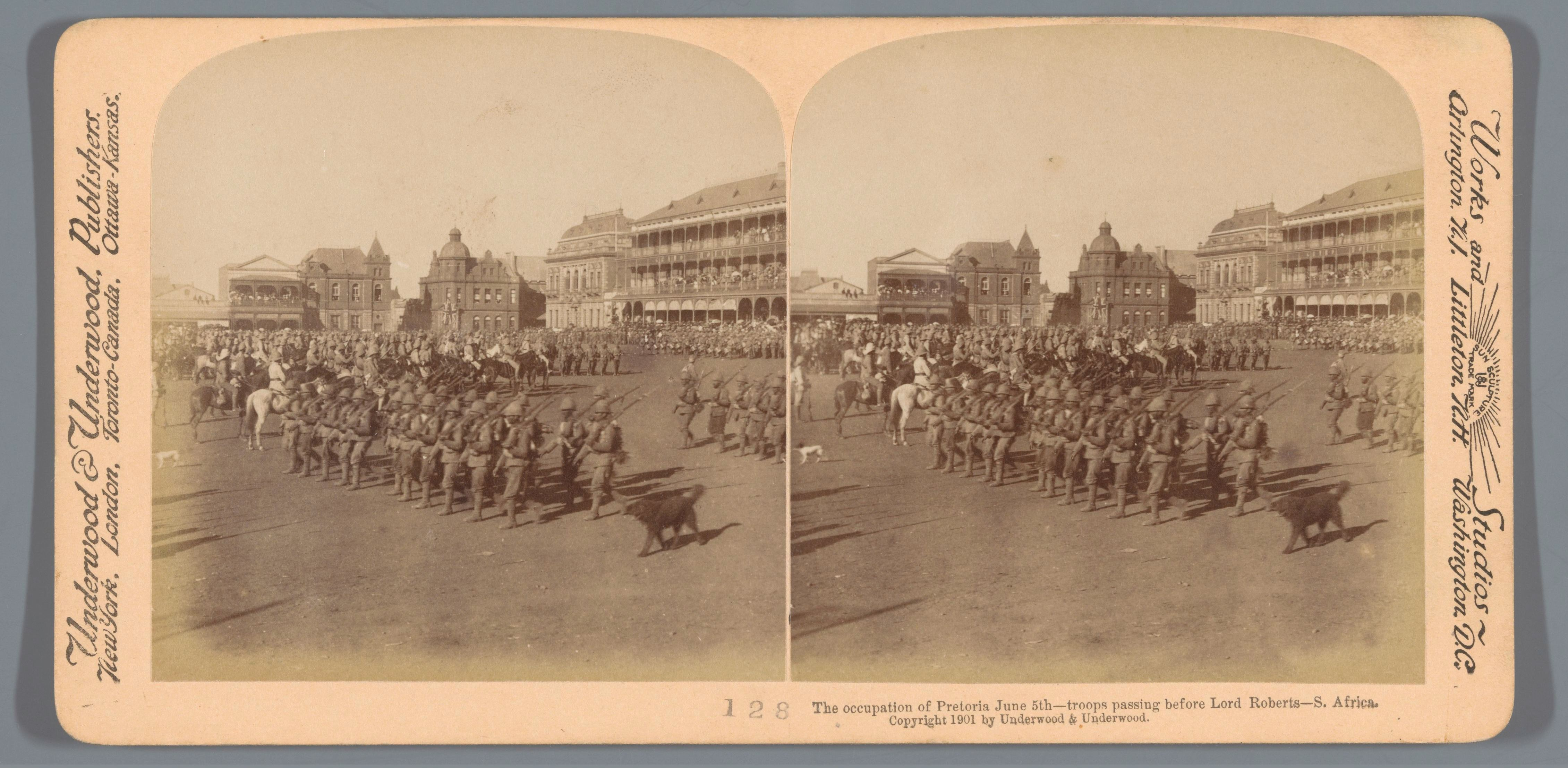
La banque standard et le Grand Hotel (les deux bâtiments à droite) en juin 1900

La standard bank, dont le siège social était alors à Port Elizabeth, ouvrit sa première succursale à Pretoria en mai 1877 lors de la première annexion du Transvaal par les Britanniques. Le premier bâtiment de la banque est situé sur Market square (actuel church square), à l'angle sud-est des actuels Bank et Bureau Lanes. Pendant de nombreuses années, ce coin de church square sera associé à des banques (Bank of Africa, Natal Bank et Standard bank). 
Durant les années 1880, la Standard Bank déménage de l'autre côté de bank lane à côté de l'édifice à véranda de l'Association nationale du commerce des agriculteurs (« Nationale Boeren Handelsvereeniging ») tandis que son ancien siège local est racheté par la Natal Bank qui le démolira plus tard au profit d'un petit immeuble plus moderne de deux étages. 
En 1894, la standard bank fait aussi édifier un nouvel édifice, beaucoup plus imposant, à la place du bâtiment de l'Association des agriculteurs qu'elle a racheté. Son ancien bâtiment est racheté par le Grand Hotel qui en fait sa salle de billard.  
Conçu par la firme Emley and Scott, ce troisième siège à Pretoria de la Standard bank était situé du côté sud-est de Church Square, à l'angle de bank lane qui le séparait du nouvel édifice de la Natal Bank. Le sculpteur Anton van Wouw participa à la conception de sa façade lui donnant une apparence parisienne avec des bas et des hauts reliefs. 
Les services de la Standard bank déménagèrent en 1933-1935 et le bâtiment fut démoli en 1955 pour laisser place à celui de la Saambou.

### Du President Hôtel au nouvel édifice de la Standard Bank

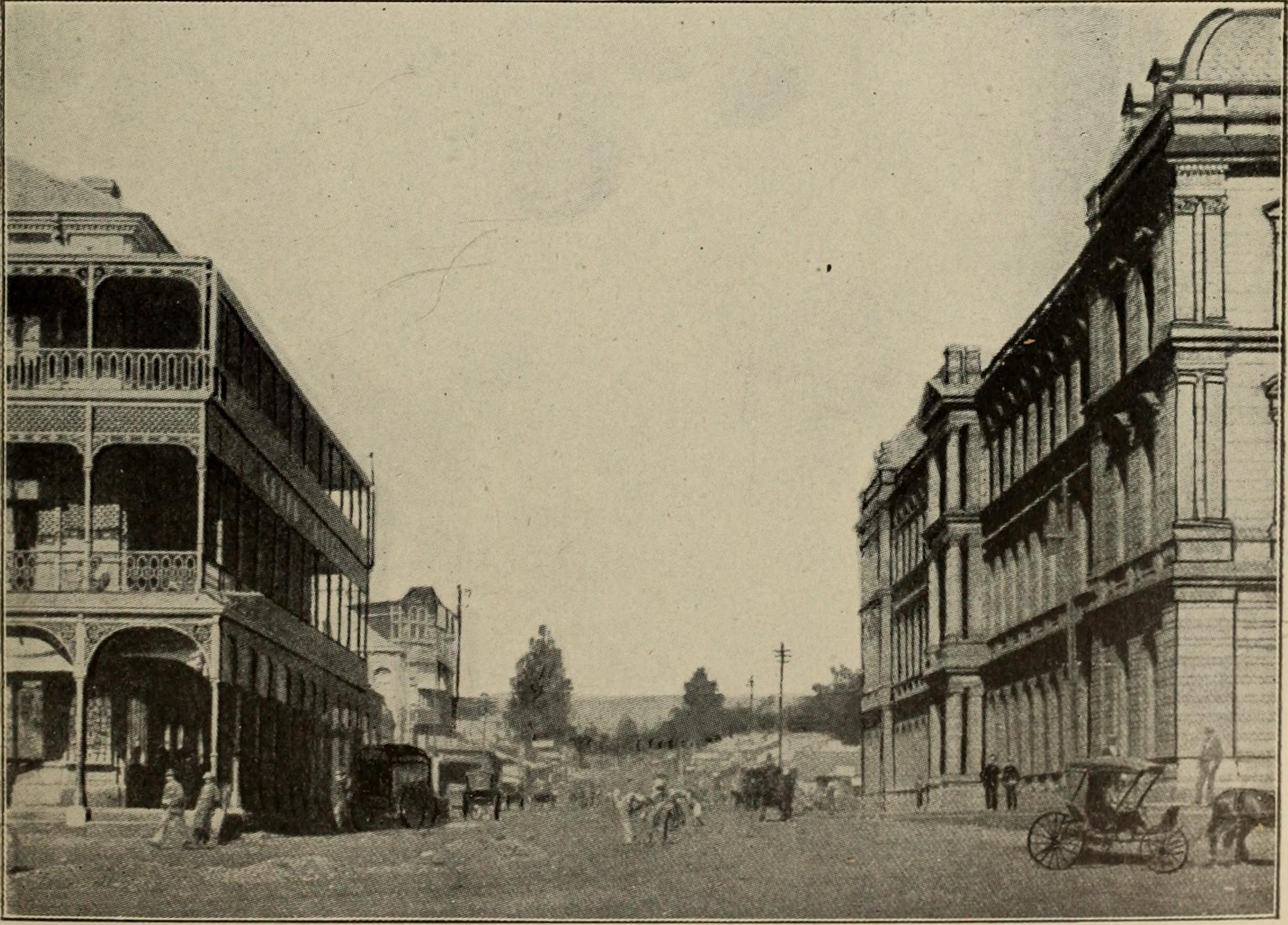
Rue séparant le Grand Hôtel (à gauche) du raadsaal (à droite)

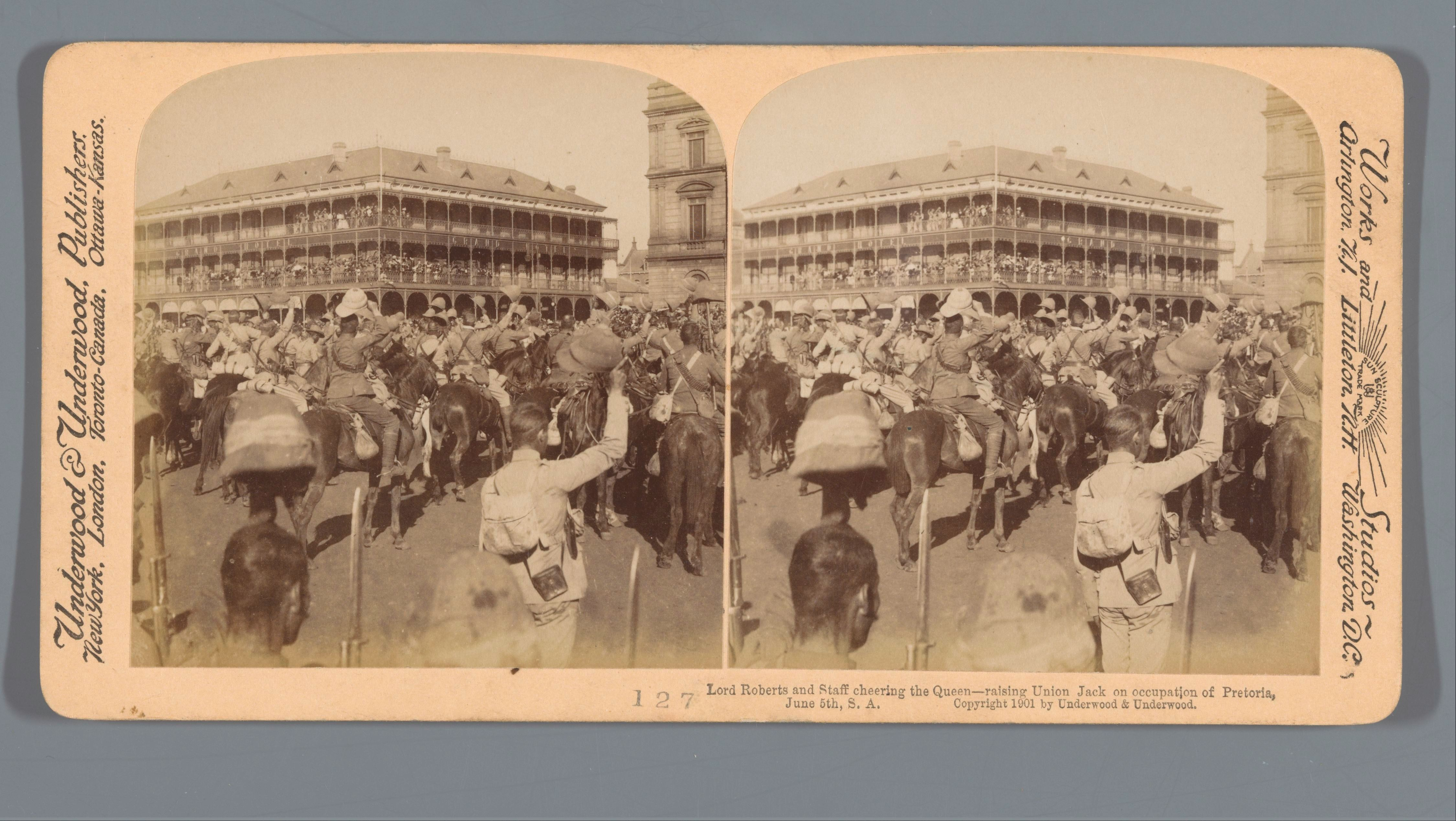
Le Grand Hôtel en juin 1900

Le President Hôtel fut construit en 1890, à l'emplacement où était située dans les années 1860 la villa Eyrie, la demeure de John Robert Lys, l'un des fondateurs de Pretoria.
Conçu par l'architecte Wilhelm Johannes De Zwaan pour le compte de la famille Lys, le President Hotel était situé au sud-est de la place de l'Église et séparé du raadsaal par Market street (appelée ensuite Paul Kruger street). Il était alors l'un des meilleurs hôtels d'Afrique du Sud, dont les services et le confort étaient comparables à ceux de ses homologues européens. Il fut appelé Grand Hôtel à partir de 1894 et d'un changement de propriétaire. 
L’hôtel est alors séparé de la Banque standard par un petit bâtiment annexe, la salle de billard du Grand Hôtel (Grand Hôtel Billiard Hall) qui avait été le deuxième siège local de la standard bank et qui par la suite aura d'autres fonctions liées à la sécurité incendie.
En 1929, le cabinet d'architecture Stuckey and Harrison fut chargé de construire un nouveau bâtiment pour la Standard Bank et il fut décidé de le construire non à l'emplacement du bâtiment abritant alors la banque mais à côté de celui-ci, à la place du Grand Hotel et de l'ancienne salle de billard.
Réalisé par W. Pattison, les travaux eurent lieu de 1930 à 1934. Le bâtiment ouvrit ses portes le 19 juin 1933 et sera le siège social de la Standard bank en Afrique du Sud jusqu'en 1959, date à laquelle il est transféré à Johannesburg. L'édifice a été rénové en 1952 et 1967.